# Aire urbaine de Tarare
L'aire urbaine de Tarare est une aire urbaine française centrée sur la commune de Tarare.

## Caractéristiques
D'après la définition qu'en donne l'INSEE, l'aire urbaine de Tarare est composée de 9 communes, situées dans le Rhône. 
5 communes de l'aire urbaine sont des pôles urbains.
Le tableau suivant détaille la répartition de l'aire urbaine sur le département (les pourcentages s'entendent en proportion du département) :
| Département | Communes | Communes (%) | Superficie (km²) | Superficie (%) | Population (2008) | Population (%) |
| ----------- | -------- | ------------ | ---------------- | -------------- | ----------------- | -------------- |
| Rhône       | 9        | 3,4          | 120,39           | 3,7            | 17 947            | 1,05           |

## Communes
Voici la liste des communes françaises de l'aire urbaine de Tarare.
| Code INSEE | Commune                | Type                  | Département | Superficie (km²) | Population (2008) | Densité (hab./km²) |
| ---------- | ---------------------- | --------------------- | ----------- | ---------------- | ----------------- | ------------------ |
| 69001      | Affoux                 | Commune monopolarisée | Rhône       | +0010,65         | +00 000332,       | +00031,17          |
| 69102      | Joux                   | Commune monopolarisée | Rhône       | +0025,18         | +00 000663,       | +00026,33          |
| 69147      | Les Olmes              | Pôle urbain           | Rhône       | +0002,78         | +00 000780,       | +00280,57          |
| 69157      | Pontcharra-sur-Turdine | Pôle urbain           | Rhône       | +0004,73         | +0 0002 465,      | +00521,14          |
| 69174      | Les Sauvages           | Commune monopolarisée | Rhône       | +0012,55         | +00 000619,       | +00049,32          |
| 69200      | Saint-Forgeux          | Pôle urbain           | Rhône       | +0022,27         | +0 0001 389,      | +00062,37          |
| 69223      | Saint-Loup             | Pôle urbain           | Rhône       | +0009,65         | +00 000978,       | +00101,34          |
| 69225      | Saint-Marcel-l'Éclairé | Commune monopolarisée | Rhône       | +0011,88         | +00 000541,       | +00045,54          |
| 69243      | Tarare                 | Pôle urbain           | Rhône       | +0013,99         | +00010 180,       | +00727,66          |
|            | Total                  |                       |             | +0113,68         | +00017 947,       | +00157,87          |